# Acanthopsyche dimidiata
Acanthopsyche dimidiata är en fjärilsart som beskrevs av Franciscus J.M. Heylaerts 1884. Acanthopsyche dimidiata ingår i släktet Acanthopsyche och familjen säckspinnare. Inga underarter finns listade i Catalogue of Life.